# 스윙 재즈 (영화)
스윙 재즈(Swing Kids)는 미국에서 제작된 토머스 카터 감독의 1993년 드라마 영화이다. 로버트 숀 레오나드 등이 주연으로 출연하였고 마크 고든 등이 제작에 참여하였다.

## 출연

### 주연
- 로버트 숀 레오나드
- 크리스찬 베일

### 조연
- 프랭크 월리
- 바바라 허쉬
- 터슈카 버겐
- 데이빗 톰
- 줄리아 스템버거
- 제이스 바톡

## 제작진
- 공동제작: 해리 벤
- 미술: 알랜 캐머런
- 의상: 제니 비번